# Rotterdam Records
Rotterdam Records est un label néerlandais de musiques électroniques, dont le hardcore et le gabber. Fondé en 1992 par Paul Elstak, il est considéré comme le premier label gabber. Intégré à la maison de disques Mid-Town en tant que sous-label de Mid-Town Records en 1995, il poursuit ses sorties jusqu'en 2012, année de sa disparition à l'instar de tout Mid-Town Records.

## Histoire
Le label est fondé par Paul Elstak en 1992, afin de commercialiser ses morceaux et ceux de son groupe Euromasters. Lorsque le label est acheté par Mid-Town en 1995, celui-ci en reste à la tête, mais le quitte finalement au bout de quelques années pour créer Offensive Records chez Rige Entertainment, maison de disque concurrente. DJ Neophyte et DJ Panic prennent alors la tête du label Rotterdam Records, ainsi que de trois autres labels, Forze Records, Neophyte Records et Terror Traxx, tous dans le giron de Mid-Town Records. Ils le changent complètement, accueillent de nouveaux artistes et proposent un son nouveau pour Rotterdam Records.
En 2007, Mid-Town organise une fête de jubilé pour les quinze ans de Rotterdam Records, soirée qui se trouve être un grand succès ; Rotterdam Records marque sa volonté de reproduire ce type d'événement le plus fréquemment possible, ce qui n'est finalement fait qu'une seule fois, le 19 juillet 2008. En 2011, Mid-Town, à court d'argent, revend les droits de toutes les productions antérieures sorties au sein de ses sous-labels. En octobre 2012, Mid-Town Records est mis en faillite, et Rotterdam Records disparaît.

## Style musical
Au sein de ce label sortent les premiers titres de ce qui va devenir la musique gabber, comme le très radical et controversé Amsterdam Waar Lech Dat Dan? — référence catalogue ROT 001 — suivi de Gabber zijn is geen schande en 1992, compositions d'Euromasters, ou encore Poing! de Rotterdam Termination Source. Ces morceaux sont à l'origine de la définition de la musique et même de la culture gabber. Le label est considéré comme le premier label gabber, et les premières références de son catalogue sont synonymes d'un hardcore de haute qualité.
Puis Rotterdam Records change de style, sortant toutes les compositions happy hardcore à succès de Paul Elstak entre 1995 et 1997 qui ont pour la majorité d'entre elles atteint les classements musicaux aux Pays-Bas et en Belgique. Ces titres incluent Luv U More, Rainbow in the Sky, Rave On, The Promised Land et Rave On,, entre autres.
Lorsque Rotterdam Records est repris par Neophyte et Panic, ceux-ci le réorientent vers un gabber moins happy, moins commercial, mais à nouveau de haute qualité. Les sons plus violents d'artistes comme Headbanger ou Evil Activities durant les années 2000, puis Komarowski, Legion of the Lost et The Melodyst au début des années 2010, ont totalement réorienté la production vers un underground que le passage happy hardcore lui avait fait quitter. Après plus de deux-cent-soixante EP et albums commercialisés, Rotterdam Records ferme ses portes.